# John W. Crowfoot

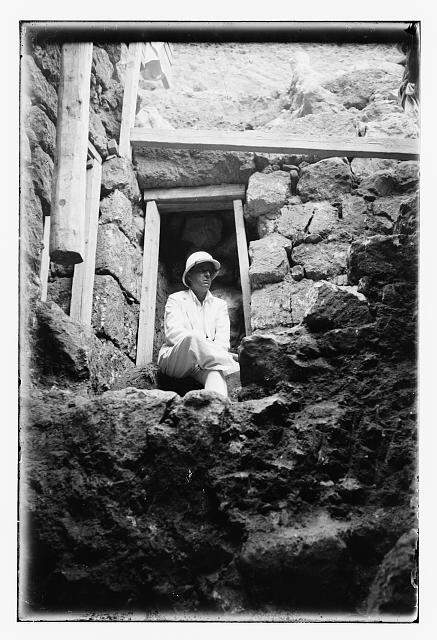
John W. Crowfoot bei Ausgrabungen im Tyropoion-Tal, Jerusalem (1927)

John Winter Crowfoot (* 28. Juli 1873 in Wigginton, Oxfordshire; † 6. Dezember 1959 in Geldeston, Norfolk) war ein britischer Kolonialbeamter und Archäologe.

## Leben

### Herkunft
John Crowfoots Vater, John Henchman Crowfoot, war als Missionar in Indien tätig, erkrankte aber und kehrte nach Großbritannien zurück. Hier lernte er Mary Bayly kennen; die beiden heirateten 1872. Als Mitglied der Anglo-katholischen Bewegung trat John Henchman Crowfoot eine Pfarrstelle in Wigginton an. Hier kam John Winter Crowfoot als ältestes Kind zur Welt und kurz darauf seine Schwestern Margaret und May. John Henchman Crowfoot erhielt bald darauf eine Berufung zum Kanoniker an der Kathedrale von Lincoln, dem Zentrum des Anglo-Katholizismus. Er stieg dort bis zum Kanzler der Kathedrale auf.

### Studium und Lehrtätigkeit
Wie sein Vater studierte auch John Crowfoot Altphilologie in Oxford. Seine sehr guten Studienleistungen ermöglichten ihm 1897 einen einjährigen Studienaufenthalt an der British School of Archaeology in Athen. Er bereiste Griechenland, Zypern und Kleinasien, wo er begann, sich für byzantinische Mosaiken und allgemein für die Lebensweise im östlichen Mittelmeergebiet zu interessieren.
Nach Großbritannien zurückgekehrt, nahm Crowfoot zunächst 1899 bis 1900 eine Dozentenstelle als Altphilologe an der Universität Birmingham an.

### In der britischen Kolonialverwaltung in Ägypten und im Sudan
Seine akademische Laufbahn gab Crowfoot auf, als er die Gelegenheit bekam, im Orient tätig zu werden. Ab 1901 arbeitete er im Erziehungsministerium der britischen Zivilverwaltung in Ägypten. Nach nur zwei Jahren wurde er nach Khartum im Sudan versetzt, wo er Inspektionsreisen zu Schulen zu unternehmen hatte und sich für die Schulbildung von Mädchen einsetzte. Nachdem er wieder nach Kairo versetzt worden war, machte er Grace Mary „Molly“ Hood, mit der er zehn Jahre lang eine Brieffreundschaft unterhalten hatte, unvermittelt einen Heiratsantrag, und sie willigte ein. Die Ehe wurde 1909 in Nettleham durch den Bischof von Lincoln geschlossen, worauf das Brautpaar sogleich nach Kairo aufbrach.
Die Lebensumstände der Crowfoots in Kairo waren angenehm, sie wohnten mit Blick auf die Pyramiden und nahmen am gesellschaftlichen Leben der britischen Kolonie teil. Mehrere Kinder kamen zur Welt. John W. Crowfoots Beruf brachte es mit sich, dass er viel auf Reisen war und ein archäologisches Interesse für das alte Ägypten entwickelte. Von diesen Reisen angestoßen, befasste er sich auch mit der Geschichte der Suche nach den Nilquellen und war einer der ersten in der englischsprachigen Welt, der auf die Bedeutsamkeit der Reisen Ferdinand Wernes hinwies. Jedes Jahr zog die Familie für drei Monate nach England, um der ägyptischen Sommerhitze zu entgehen.
Mit dem Ausbruch des Ersten Weltkriegs traten einige Veränderungen in dieser Lebensweise ein. Frau und Kinder zogen nach England, wo das Leben für sie sicherer war, aber Molly Crowfoot kehrte umgehend ohne die Kinder wieder zu ihrem Mann nach Kairo zurück und begleitete ihn auch in den Sudan, wo er in leitender Stellung tätig war, unter anderem als Direktor des Gordon College in Khartum und Direktor der sudanesischen Antikenverwaltung 1926 trat er in den Ruhestand.

### Archäologe in Palästina
Im gleichen Jahr trat er die Nachfolge von John Garstang als Leiter der British School of Archaeology in Jerusalem an, wo er eng mit der American School of Oriental Research zusammenarbeitete. John W. Crowfoot organisierte größere Ausgrabungen, angefangen mit der Ophel-Grabung in Jerusalem 1927. Es folgte eine gemeinsame Grabung mit der Yale University in Jerash (Gerasa) von 1928 bis 1930. Daraufhin fanden von 1931 bis 1935 Ausgrabungen in Samaria-Sebaste statt, die von der British School of Archaeology gemeinsam mit der Harvard University, der Hebräischen Universität Jerusalem und dem Palestine Exploration Fund durchgeführt wurden. 1935 beendete er seine Tätigkeit als Direktor der British School of Archaeology. Danach widmete er sich vor allem den Abschlussberichten seiner Grabungen, deren letzter kurz nach seinem Tod erschien.
John W. Crowfoots archäologische Arbeit leistete einen bedeutenden Beitrag zur Keramiktypologie der Eisenzeit und zum Verständnis des spätantiken Kirchenbaus. Er starb im Alter von 86 Jahren, zwei Jahre nach seiner Frau.

## Familie
Die Tochter Dorothy Crowfoot Hodgkin (1910–1994) war eine bedeutende Biochemikerin, die 1964 den Nobelpreis für Chemie erhielt. Die Tochter Elizabeth Crowfoot (1914–2005) war zunächst als Schauspielerin und Gewandmeisterin tätig, ab 1959 half sie ihren Eltern bei deren archäologischer Tätigkeit und wurde selbst Spezialistin für antike Textilien.

## Veröffentlichungen (Auswahl)
- Churches at Bosra and Samaria-Sebaste. London 1937
- The Christian churches. In: Carl H. Kraeling: Gerasa. City of the Decapolis. New Haven 1938, S. 171–262.
- Early churches in Palestine. London 1941.